# Abel Augusto de Almeida Carneiro
Abel Augusto de Almeida Carneiro (Ponte de Lima, 21 de Março de 1926 – Porto, 11 de Dezembro de 1976) foi um advogado e político português.
Filho do ilustre Limiano Teófilo Carneiro, também Abel Carneiro, como ele formou-se em Direito na Universidade de Coimbra.
Dedicou a sua vida ao exercicio da advocacia, tendo sido eleito deputado à Assembleia Constituinte (1975/1976) pelo Partido Popular Democrático (PPD), no círculo eleitoral de Viana do Castelo.
Escreveu poesia desde a sua juventude, sem nunca ter reunido em vida essa criação poética.